# GLSL

GLSL基本框架

GLSL - OpenGL Shading Language 也稱作 GLslang，是一個以C語言為基礎的高階著色語言。它是由 OpenGL ARB 所建立，提供開發者對繪圖管線更多的直接控制，而無需使用汇编语言或硬體規格語言。

## 背景
隨著近年來繪圖卡的進步，
底层頂點（vertex）和片段（fragment）的渲染管線中加入更多更具彈性的新功能。
這個層次的可編程性由頂點著色器和像素着色器實現。
最初這個功能是以匯編語言撰寫著色器來達到，不直觀而複雜。OpenGL ARB 建立了 OpenGL 著色語言，為 GPU 的程式設計提供更加直觀的方法，同時維護了 OpenGL 一向的開放標準。
最初作為 OpenGL 1.4 的插件，後來由 OpenGL ARB 在2004 OpenGL 2.0 核心中正式納入，是自 1992 年 OpenGL 1.0 發布起第一個 OpenGL 的大改版。
使用 GLSL 有如下好處：
- 具有跨平台的相容性，包括 Macintosh、Windows 和 Linux 等作業系統。
- 編寫的著色器可以在所有支援 OpenGL 著色語言的繪圖卡上使用。
- 允許廠商為特定的繪圖卡架構設計最佳化的代碼。

## 詳細資料

### 資料類型
OpenGL 著色語言規格定義了 22 個基本資料類型，有些用法與 C 相同，其它的是繪圖處理器特有的。
- void – 用於沒有返回值的函式
- bool – 條件類型，其值可以是真或假
- int – 帶負號整數
- float – 浮點數
- vec2 – 2 個浮點數組成的向量
- vec3 – 3 個浮點數組成的向量
- vec4 – 4 個浮點數組成的向量
- bvec2 – 2 個布林組成的向量
- bvec3 – 3 個布林組成的向量
- bvec4 – 4 個布林組成的向量
- ivec2 – 2 個整數組成的向量
- ivec3 – 3 個整數組成的向量
- ivec4 – 4 個整數組成的向量
- mat2 – 浮點數的 2X2 矩陣
- mat3 – 浮點數的 3X3 矩陣
- mat4 – 浮點數的 4X4 矩陣
- sampler1D – 用來存取一維紋理的句柄（handle）（或：操作，作名詞解。）
- sampler2D – 用來存取二維紋理的句柄
- sampler3D – 用來存取三維紋理的句柄
- samplerCube – 用來存取立方映射紋理的句柄
- sampler1Dshadow – 用來存取一維深度紋理的句柄
- sampler2Dshadow – 用來存取二維深度紋理的句柄

### 運算子
OpenGL 著色語言提供類似於 C語言的運算子。給開發者編寫著色器的靈活性。GLSL 包含了 C和C++運算子，除了位元運算子和指標以外。

### 函式和控制結構
類似於 C語言，GLSL 支援迴圈和分支，包括 if、else、if/else、for、do-while、break、continue 等。
支援使用者定義函式，且各種常用的函式也已內建。這也就讓繪圖卡製造商，能夠在硬體層次上最佳化這些內建的函式。許多函式與 C 語言相同，如 exp() 以及 abs()，其它繪圖編程特有的，如 smoothstep() 以及 texture2D()。

### 編譯和執行
GLSL 著色器不是獨立的應用程式；其需要使用 OpenGL API 的應用程式。C、C++、C#、Delphi 和 Java 皆支援 OpenGL API，且支援 OpenGL 著色語言。
GLSL 著色器本身只是簡單的字串集，這些字串集會傳送到硬體廠商的驅動程式，並從程式內部的 OpenGL API 進入點編譯。著色器可從程式內部或讀入純文字檔來即時建立，但必須以字串形式傳送到驅動程式。
用以編譯、連結並傳送參數到 GLSL 程式的 API 集，已在三個 OpenGL 擴展中規定，且即將成為 OpenGL 2.0（页面存档备份，存于） 核心的一部分。這些 API 可在以下擴展中找到：
- ARB 頂點著色器
- ARB 片斷著色器
- ARB 著色器物件

### GLSL 頂點著色器的簡單範例
```
void
 
main
(
void
)

{

    
gl_Position
 
=
 
ftransform
();

}

```

### GLSL 片斷著色器的簡單範例
```
void
 
main
(
void
)

{

    
gl_FragColor
 
=
 
vec4
(
1.0
,
 
0.0
,
 
0.0
,
 
1.0
);

}

```

### 工具
GLSL 著色器可以事先建立和測試，現有以下 GLSL 開發工具：
- RenderMonkey（页面存档备份，存于） - 這個軟體是由 ATI 製作的，提供界面用以建立、編譯和除錯 GLSL 著色器，和 DirectX 著色器一樣。僅能在 Windows 平台上執行。
- GLSLEditorSample - 在 Mac OS X 上，它是目前唯一可用的程式，其提供著色器的建立和編譯，但不能除錯。它是 cocoa 應用程式，僅能在 Mac OS X 上執行。
- Lumina（页面存档备份，存于） - Lumina 是新的 GLSL 開發工具。其使用 QT 界面，可以跨平台。

## 外部連結
- GLSL 語言規格，版本 1.20（页面存档备份，存于）
- GLSL 參考表（页面存档备份，存于）
- OpenGL 片斷著色器規格
- OpenGL 頂點著色器規格
- OpenGL 程式規格[永久]
- 官方 OpenGL 網站（页面存档备份，存于）

- 來自 Lighthouse3D 的教學和範例（页面存档备份，存于）
- 來自 NeHe Productions 的教學和範例
- GLSL 開發環境（页面存档备份，存于）
- RenderMonkey 著色器開發環境（页面存档备份，存于）
- Geist3D 繪圖引擎，內含 GLSL 編輯器
- Lumina 跨平台 GLSL IDE（页面存档备份，存于）